# 黄木巴戟
黄木巴戟（学名：Morinda angustifolia）为茜草科巴戟天属下的一个种。

## 扩展阅读
- 維基物種上的相關：黄木巴戟